# Laskownica Wielka
Laskownica Wielka (prononciation : [laskɔvˈnit͡sa ˈvjɛlka]) est un village polonais de la gmina de Gołańcz dans le powiat de Wągrowiec de la voïvodie de Grande-Pologne dans le centre-ouest de la Pologne.
Il se situe à environ 6 kilomètres au sud de Gołańcz (siège de la gmina), 13 kilomètres au nord-est de Wągrowiec (siège du powiat), et à 61 kilomètres au nord-est de Poznań (capitale de la Grande-Pologne).
Le village possédait une population de 170 habitants en 2006.

## Histoire
De 1975 à 1998, le village faisait partie du territoire de la voïvodie de Piła.

Depuis 1999, Laskownica Wielka est situé dans la voïvodie de Grande-Pologne.